# الظاهر بيبرس (فلم)
الظاهر بيبرس فيلم سوري يعود لسنة 1991، من إنتاج السينما السورية إخراج بولات منصوروف ووديع يوسف وبطولة نور الشريف، الفيلم مستوحى من الرواية الشعبية المعروفة السيرة الظاهرية التي تدور في القرن الثالث حيث المغول يحتلون آسيا الوسطى والشرق الأدنى. يظهر السلطان بيبرس في مصر ويواجه التتار والمغول بكل قوة ويقضى على جيوشهم ويحرر العديد من البلاد العربية وعندما يستقر به الحكم في مصر يلتفت إلى البناء والتعمير والحضارة.

## روابط خارجية
- مقالات تستعمل روابط فنية بلا صلة مع ويكي بيانات